# Omsættelighedsindskrænkning
En omsættelighedsindskrænkning betegner i selskabsretten de aftaler og vedtægtsbestemmelser, der begrænser en akties eller anparts frie overgang. Med overgang menes der alle former for ejerskifte, uanset om dette er salg, gave, arv, sikkerhed mv..

## Indskrænkninger
Der er i selskabsloven ikke angivet nogle begrænsninger for de omsættelighedsindskrænkninger selskabet kan vedtage. Er der vedtaget indskrænkninger, skal disse tydeligt nævnes i selskabets vedtægter, og er aktierne på papir, skal det være påtrykt disse. Nedenfor er nævnt de mest almindelige former for indskrænkninger.

### Forkøbsret
Aktionærer med en forkøbsret skal, hvis en anden aktionær har fået tilbud og køb af sine aktier, forelægges et tilbud på samme vilkår, inden sælgeren kan gennemføre handlen. Ønsker den forkøbsberettigede ikke at købe på de givne vilkår, er den sælgende aktionær naturligvis frit stillet til at sælge aktierne på de angivne vilkår. Ændres vilkårerne skal den eller de forkøbsberettigede naturligvis forespørges på ny.

### Køberet
Købeberettigede aktionærer har ret til at købe en bestemt gruppe aktier under nogle på forhånd angivne betingelser. Der kan f.eks. være tale om et bestemt tidspunkt og til en bestemt kurs.

### Krav om selskabets samtykke
Der kan optages vedtægtsbestemmelser om, at selskabet skal godkende overgang af aktier. Overdragelse definerer som enhver form for overgang, herunder salg, bytte, gave, arv og udlæg. Hvis der ikke er angivet nærmere kriterier, antages det at selskabet har frit skøn til at afgøre om overgangen eller overdragelsen kan tillades. Et eventuelt afslag skal dog kunne begrundes sagligt i hensynet til selskabets tarv, og denne begrundelse skal meddeles til modtageren af et afslag på samtykke til aktieovergang jf. selskabslovens § 68.

### Medsalgsret
Denne ret tilfalder som oftest minoritetsaktionærer, der er blevet tildelt en ret til at sælge sin aktiepost, såfremt en majoritetsaktionær afhænder sin. Det er som regel et krav, at minoritetsaktionæren skal kunne afhænde sine aktier på samme vilkår som majoritetsaktionæren. Dette forhold indebærer altså, at majoritetsaktionæren må tilse at minoritetsaktionæren får et tilbud svarende til sit egen, uanset om dette er fremsat af køberen eller af majoritetsaktionæren selv.

## Vedtagelse
Såfremt omsættelighedsindskrænkninger optages i selskabets vedtægter kræves der såkaldt dobbelt 9/10 flertal, dvs. der skal være 9/10 flertal af både afgivne stemmer såvel som den repræsenterede aktiekapital.

## Omsættelighed
Der skal i vedtægterne, og på eventuelle papiraktier, være taget stilling til, om aktierne er negotiable, dvs. omsætningspapirer efter gældsbrevsloven. Denne sondring har betydning for erhververes og panthaveres sikringsakt.